# Đại An, Tự Cống
Đại An (tiếng Trung: 大安区; bính âm: Dà'ān qū) là một khu (quận) của thành phố Tự Cống, tỉnh Tứ Xuyên, Trung Quốc. Quận có các nhành công nghiệp và dịch vụ du lịch phát triển với một số điểm đến nổi tiếng.
Đại An được chia thành:
- Nhai đạo
  - Đại An nhai đạo (大安街道)
  - Long Tỉnh nhai đạo (龙井街道)
  - Mã Xung Khẩu nhai đạo (马冲口街道)
  - Lương Cao Sơn nhai đạo (凉高山街道)
- Trấn
  - Đại Sơn Phô trấn (大山铺镇)
  - Đoàn Kết trấn (团结镇)
  - Tam Đa Trại trấn (三多寨镇)
  - Hà Thị trấn (何市镇)
  - Tân Điếm trấn (新店镇)
  - Tân Dân trấn (新民镇)
  - Ngưu Phật trấn (牛佛镇)
  - Miếu Bá trấn (庙坝镇)
  - Hồi Long trấn (回龙镇)
- Hương
  - Vĩnh Gia hương (永嘉乡)
  - Hòa Bình hương (和平乡)
  - Phượng Hoàng hương (凤凰乡)